# Dryophytes andersonii
Dryophytes andersonii är en groddjursart som beskrevs av Baird 1854. Dryophytes andersonii ingår i släktet Dryophytes och familjen lövgrodor. IUCN kategoriserar arten globalt som nära hotad. Inga underarter finns listade i Catalogue of Life.
Arten förekommer med flera från varandra skilda populationer i östra USA från New Jersey till södra Alabama. Den lever utanför parningstiden i blandskogar med ek och tall. Parningen sker i träskmarker.